# Acolasis medalba
Acolasis medalba är en fjärilsart som beskrevs av William Schaus 1906. Acolasis medalba ingår i släktet Acolasis och familjen nattflyn. Inga underarter finns listade i Catalogue of Life.